# Elecciones municipales de Somalilandia de 2002
Las elecciones municipales se llevaron a cabo en Somalilandia el 15 de diciembre de 2002. Seis partidos políticos presentaron 2.368 candidatos para disputar 379 escaños en los consejos locales en diecinueve de los veintitrés distritos electorales de Somalilandia.

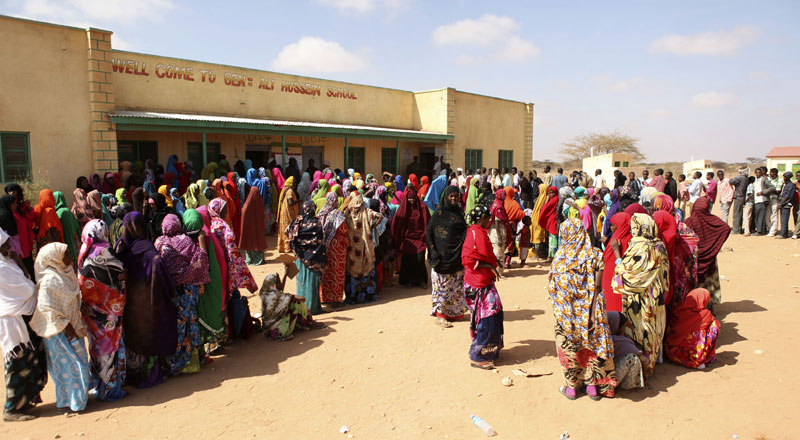
Largas filas de votantes en las elecciones municipales de Somalilandia

Antes de estas elecciones, el gobierno local estaba compuesto únicamente por un alcalde y un concejal, ambos designados por el Ministerio del Interior por recomendación del Presidente. Estas elecciones allanarían el camino para el establecimiento de gobiernos locales elegidos popularmente que fueran directamente responsables ante los distritos electorales locales.

## Partidos y asociaciones políticas
La Constitución de Somalilandia estipula que solo pueden existir tres partidos políticos a la vez. Como resultado, las tres asociaciones que obtuvieran la mayor cantidad de escaños en los consejos locales se convertirían en los partidos políticos oficiales y gozarían de legitimidad exclusiva durante los próximos diez años. Una organización política tenía que lograr el 20% de los votos en al menos cuatro de las seis regiones de Somalilandia para convertirse en un partido nacional y participar en las elecciones presidenciales y parlamentarias. Los contendientes que participaron en este proceso incluyeron:
- Partido Paz, Unidad y Desarrollo Kulmiye encabezado por Ahmed Mohamed Mohamoud
- UDUB dirigido por el presidente Muhammad Haji Ibrahim Egal
- Partido Justicia y Bienestar dirigido por Faysal Ali Warabe
- Sahan dirigido por el Dr. Mohamed Abdi Gaboose
- Asad dirigido por Suleiman Mohamoud Adan
- Hormood dirigido por Umar Ghalib

## Resultados
Más de 440.000 personas participaron en las primeras elecciones municipales del país. Los resultados fueron anunciados una semana después por la Comisión Electoral Nacional, con UDUB, Kulmiye y UCID terminando como los tres primeros partidos.
|  | 40.76 % |

|  | 18.90 % |

|  | 11,24 % |

|  | 10.89 % |

|  | 9.21 % |

|  | 9.00 % |

|  | 100 % |

## Consecuencias
Las elecciones fueron vistas en gran medida como un éxito y fueron un paso esencial en la transición de un gobierno formado por clanes a una democracia. Las asociaciones políticas que ocupaban el cuarto lugar o menos dejaron de existir. [5] Aunque Sahan superó el umbral de recibir el 20% de los votos en al menos cuatro regiones y UCID no, se decidió que la mayor participación nacional de votos de UCID lo calificaba para convertirse en el tercer partido, una decisión controvertida.
A los concejales de las asociaciones que se disolvieron se les pidió posteriormente que se unieran a uno de los partidos nacionales recién designados, UDUB, Kulmiye o UCID.